# Jaume Subirana i Ortín
Jaume Subirana i Ortín (Barcelona, 1963) és escriptor en llengua catalana en prosa i vers i traductor.
L'any 1988 obtingué el Premi Carles Riba de poesia amb Final de festa, i el 2011 el Premi Gabriel Ferrater-Sant Cugat amb Una pedra sura. Ha publicat també volums de dietari (Suomenlinna, Adrada i Cafarnaüm) i diversos llibres sobre Catalunya i la cultura catalana.
De 2004 a 2006 va ser director de la Institució de les Lletres Catalanes, i entre 2018 i 2022 vicepresident del PEN Català.
És professor de literatura al Departament d'Humanitats de la Universitat Pompeu Fabra. Ha estat professor dels Estudis d'Arts i Humanitats de la Universitat Oberta de Catalunya, on va posar en marxa amb Genís Roca el portal LletrA, dedicat a la literatura catalana. Doctor en Filologia Catalana, la seva tesi sobre l'exili de Josep Carner obtingué en ser publicada el Premi Ferran Soldevila de Biografies i estudis històrics. Ha estat també professor visitant a diverses universitats estrangeres.
Ha traduït al català poesia de Billy Collins, Seamus Heaney (amb Pauline Ernest), Ted Kooser (amb Miquel Àngel Llauger), Berta Piñán, Gary Snyder (amb José Luis Regojo), R.L. Stevenson i R. S. Thomas, i les novel·les Fahrenheit 451 de Ray Bradbury i Yann Andréa Steiner de Marguerite Duras, a més de lletres de cançons. També ha adaptat la poesia infantil de Leire Bilbao. Ovidi Montllor, Adrià Puntí i el grup Vàlius han fet versions del seu poema «Carnisseria».
L'any 2016 va rebre el Premi d'Assaig Mancomunitat de la Ribera Alta per Cafarnaüm.

## Obra publicada
Poesia
- Pel viure extrem (Proa, 1985)
- Final de festa (Proa, 1989). Premi Carles Riba 1988
- El rastre de l'animal més lliure (Proa, 1994). Traducció al castellà: El rastro del animal más libre (Germania, 2001)
- En altres coses (Edicions 62, 2002)
- Rapala (Edicions 62, 2007)
- Una pedra sura (Edicions 62, 2011). Premi de Poesia de Sant Cugat a la memòria de Gabriel Ferrater
- La hac (Edicions 62, 2020)
- Rama de agua (Árdora, 2020). Traducció de Jordi Virallonga i altres
- The Silent Letter (Fum d'Estampa Press, 2021). Traducció de Christopher Whyte
- Una hora curta: poemes escollits[11] (Edicions Vitel·la, 2023). Antologia.

No ficció
- Per a què serveix un escriptor? (Proa, 1998)
- Suomenlinna (Proa, 2000). Premi Fundació Enciclopèdia Catalana
- Josep Carner, l'exili del mite (1945-1970) (Edicions 62, 2000). Premi Ferran Soldevila de biografies i memòries
- Tota la veritat sobre els catalans (RBA-La Magrana, 2001)
- Adrada (Edicions 62, 2005)
- BarcelonABC. Alfabet d'una ciutat / A City Alphabet (Ajuntament de Barcelona, 2013). Fotografia: Pepe Navarro
- La catalana lletra. Una dècada de societat literària observada (Núvol, 2016)[12]
- Cafarnaüm (Bromera, 2017)
- Construir con palabras. Escritores, literatura e identidad en Cataluña, 1859-2019 (Cátedra, 2018)
- Literatura, llengua i lloc (Anagrama, 2025)

Volums editats
- Carneriana. Josep Carner, vint-i-cinc anys després (Proa, 1995)
- Literatura catalana contemporània (Ediuoc/Proa, 1999). Amb Glòria Bordons
- Nadals i Nadales (Eumo, 2001)
- Gabriel Ferrater, in memoriam (Proa, 2001). Amb Dolors Oller
- Barcelona acrostic (Destino/Ajuntament de Barcelona, 2003)
- Barcelona 365. Temps i ciutat (Ajuntament de Barcelona, 2004). Amb Jordi Bernadó, Carles Roche i Tanit Plana
- Willkommen in Katalonien. Eine literarische Entdeckungsreise (München, dtv, 2007)
- 50 poemes per dir a dalt de la cadira (Ara Llibres, 2008)
- Que no mori la llum (Ara Llibres, 2009)
- Per dir sí: 50 poemes per a casaments (Ara Llibres, 2009)
- 50 poemes per saber de memòria (Ara Llibres, 2010)
- 23 roses de Sant Jordi (Ara Llibres, 2012)
- 50 poemes amb àngel (Ara Llibres, 2013)
- Biblioteques particulars de Barcelona (Ajuntament de Barcelona, 2015)
- Llibertat! 50 poemes de revolta (Ara Llibres, 2015)
- Funcions del passat en la cultura catalana. Institucionalització, representacions i identitat (Punctum, 2015). Amb Josep-Anton Fernàndez
- The Barcelona Reader. Cultural Readings of a City (Liverpool University Press, 2017). Amb Enric Bou
- Compta amb mi. Trenta-dues mostres d'amistat (Columna, 2018)
- Joia és el meu nom (Columna, 2025)